# Trachypithecus delacouri
Trachypithecus delacouri är en primat i familjen markattartade apor som förekommer i Vietnam.

## Utseende
Arten når en kroppslängd (huvud och bål) av 57 till 62 cm och en svanslängd av 82 till 88 cm. Hannar är något större än honor och med en vikt av 7,5 till 10,5 kg även tyngre. Honornas vikt är 6,2 till 9,2 kg. Pälsen är huvudsakligen svart, bara på låren är den påfallande vit och även vid kinderna förekommer vita hår. Den svarta huden i ansiktet är nästan naken. Ungdjur har en mera brunaktig päls. Kännetecknande är även de långa håren på svansen.

## Utbredning och habitat
Utbredningsområdet är cirka 6000 km² stort och ligger söder om Hanoi. Arten vistas i bergstrakter med karstklippor och når där upp till 1000 meter över havet. Klipporna är täckta av skog och buskar.

## Ekologi
Individerna är aktiva på dagen, ofta vid gryningen och skymningen. De vilar ofta i grottor. Arten äter främst blad samt frukter, blommor, bark och unga växtskott.
En hanne, några honor och deras ungar bildar en flock. Andra hannar bildar ungkarlsflockar innan de lyckas etablera en egen flock. Fortplantningen sker vanligen mellan januari och juni. Dräktigheten varar 170 till 200 dagar och sedan föds ett enda ungdjur. Efter fyra till fem år när ungdjuren blir könsmogna måste hannar lämna sin flock medan honor får stanna.

## Hot och status
Denna primat jagas för vissa kroppsdelars skull som används i den traditionella asiatiska medicinen. I viss mån hotas den av skogsavverkningar. IUCN uppskattar antalet könsmogna individer till mindre än 250 och listar arten som akut hotad (CR).